# داگویل
داگویل (به انگلیسی: Dogville) نام فیلمی درام ساخته شده در سال ۲۰۰۳ به کارگردانی لارس فون تریه کارگردان دانمارکی و بازی نیکول کیدمن است. فون تریه برای ساخت این فیلم نامزد نخل طلای بهترین کارگردانی در جشنواره فیلم کن شد.
فیلمبرداری تمام این فیلم سه ساعته در استودیو انجام گرفت و طراحی صحنه آن به صورتی است که هیچ‌کدام از خانه‌ها در یا دیوار ندارند.
برخی منتقدان سینمایی همچون راجر ایبرت این فیلم را از لحاظ سیاسی یک فیلم ضدآمریکایی می‌دانند.
داگویل اولین قسمت از سه گانهٔ «آمریکا، سرزمین فرصت‌های طلایی» است که قسمت دوم آن مندرلی در سال ۲۰۰۵ اکران شد و قسمت سوم آن «واشینگتن» هنوز ساخته نشده‌است.

## شخصیتها
- نیکول کیدمن در نقش گریس
- هاریت آندرشون در نقش گلوریا
- لورن باکال در نقش ما جینجر
- پل بتانی در نقش تام ادیسون
- پاتریشا کلارکسون در نقش ویرا
- جیمز کان در نقش پدر

یک بازیگر در این فیلم برنده جایزه اسکار است که نیکول کیدمن می‌باشد؛ همچنین پنج نامزد جایزه اسکار در بین بازیگران دیده می‌شود که شامل: جیمز کان، لورن باکال، پاتریشا کلارکسون، سر جان هرت و کلویی سونی می‌باشند.

## داستان
دختر جوانی که دختر یک گنگستر است از دست پدرش می‌گریزد و وارد داگویل دهکده کوچکی می‌شود. او در صدد برقراری ارتباط با اهالی دهکده است. مردم اول بسیار سرد با وی برخورد می‌کنند اما جوانی که او را یافته به او کمک می‌کند تا مردم دهکده او را بپذیرند. پس از مدتی همه چیز عوض می‌شود.در این فیلم ما از نظر فلسفی با مباحث مختلفی آشنا می‌شویم. از جمله سکوت انسانهایی که توانایی بسیار دارند اما برای دیگران خود را ایثار می کنند. آیا این جامعه شایستگی پذیرش این همه ایثار را دارد و یا به قول جان استوارت میل، اگر آزادی را هم به آنها ببخشی، چون لایق نیستند از دست می‌دهند!

## نقش‌ها
وقتی نیکول کیدمن برای فیلمبرداری این فیلم به سوئد رفت، این اولین بار در پانزده سال اخیر بود که او با هواپیمای عمومی پرواز می‌کرد. و گفته می‌شود کیدمن جدای از مسائل بازیگری و ایفای نقش خود، بسیار کم با سایر بازیگران و دست‌اندرکاران فیلم ارتباط برقرار کرده‌است. با این حال، او تیم تهیه فیلم را برای صرف شامپاین و خاویار دعوت کرد. و نیز شروع دوران بازیگری پاتریشیا کلارکسون، درست چهار روز قبل از شروع فیلمبرداری این فیلم آغاز شد. همچنین کاترین کارتلیج برای بازی در نقش ورا انتخاب شد، اما به دلیل مشکلات سلامتی وی مجبور شد فیلمبرداری را ترک کند. او در تاریخ ۷ سپتامبر ۲۰۰۲، تقریباً نه ماه قبل از نمایش فیلم در کن، درگذشت.

## فیلمبرداری
این فیلم به‌طور کامل در استودیویی در شهر ترولهتان در کشور سوئد فیلمبرداری و تهیه شد. همچنین صحنه مشهور ابتدایی این فیلم که از بالا فیلمبرداری می‌شود، توسط یک کامپیوتر از صد و پنجاه و شش عکس فردی ساخته شده‌است؛ چرا که سقف استودیوی فیلمبرداری به اندازه‌ای بلند نبود که یک شات تکی و عریض از بالا از تمام شهر را نشان دهد.

## پخش
تصاویر نشان داده شده در انتهای فیلم، از کتاب و مستند آمریکایی تصاویر جیکوب هولت (۱۹۸۱) برگرفته شده‌است.

## جوایز
این فیلم برگزیده منتقدان برای برنده شدن در جشنواره کن در سال ۲۰۰۳ بود، اما درنهایت هیچ جایزه‌ای دریافت نکرد.

## واکنش‌ها
مریم میرزاخانی این فیلم را از جمله فیلم‌های مورد علاقهٔ خود توصیف کرده و در مورد آن گفته که «چیدمان و دیواری وجود ندارد، شما خودتان می‌بایست آنها را تجسم کنید»